# غونزالو فيغا مارتينيز
غونزالو فيغا مارتينيز (بالإسبانية: Gonzalo Vega)‏ (29 يونيو 1992 بمونتفيدو في الأوروغواي - ) هو لاعب كرة قدم أوروغواني في مركز الوسط. لعب مع رامبلا جونيورز وناسيونال مونتيفيديو وإنستيتوسيون أتلتيكا سود أمريكا ‏ وسنترو أتلتيكو فينكس ‏.

## وصلات خارجية
- غونزالو فيغا مارتينيز على موقع قاعدة بيانات كرة القدم.إي يو (الإنجليزية)
- غونزالو فيغا مارتينيز على موقع Soccerway.com (الإنجليزية)